# Dolabella-Bogen

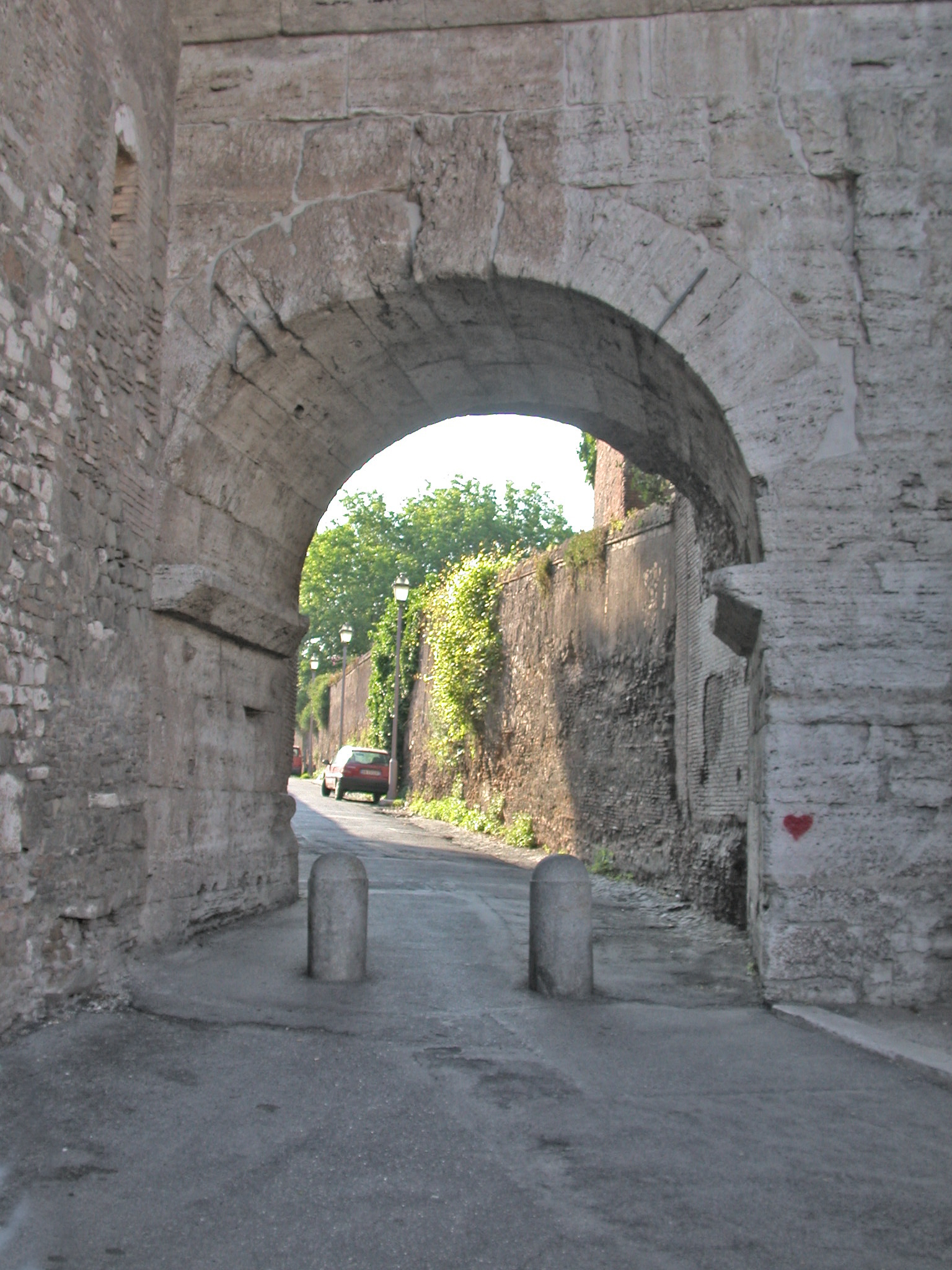
Der Dolabella-Bogen

Der Dolabella-Bogen ist ein antikes Stadttor in Rom, neben der Kirche Santa Maria in Domnica, der in den Park der Villa Celimontana führt. Erbaut wurde er in der Zeit der  Römischen Republik als Stadttor in der Servianischen Mauer mit dem Namen Porta Caelimontana.

## Lage
Die Porta Caelimontana lag auf dem namensgebenden Hügel, dem Caelius. Ging man früher davon aus, dass die Porta Caelimontana zwischen der Porta Esquilina und dem zweiten Tor der Servianischen Mauer auf dem Caelius, der Porta Querquetulana, lag, hat sich inzwischen die Ansicht durchgesetzt, dass die Porta Caelimontana südwestlich der Porta Querquetulana lag und mit dem Dolabella-Bogen zu identifizieren ist. Außerhalb der Servianischen Mauer verlief eine wohl Via Caelimontana genannte Straße in östlicher Richtung (heutiger Verlauf der Via S. Stefano Rotondo). Innerhalb der Stadtmauer führte von der Porta Caelimontana der Clivus Scauri Richtung Palatin, der Vicus Camenarum entlang der Stadtmauer zur Porta Capena und der Vicus Capitis Africae in nördlicher Richtung zum Kolosseum.

## Geschichte
Wie wohl alle Tore der Servianischen Mauer wurde die Porta Caelimontana in augusteischer Zeit restauriert. Eine Inschrift auf der Außenseite der Attika zeigt, dass dies durch die Konsuln des Jahres 10 n. Chr., Publius Cornelius Dolabella und Gaius Iunius Silanus, geschah. Der Bogen ist aus Travertin aus Tivoli  errichtet. In neronischer Zeit wurde die Verlängerung der Aqua Claudia über den Bogen geführt.